# Frontière entre Israël et le Liban
La frontière entre Israël et le Liban a été tracée dans le cadre de l'accord Paulet–Newcombe entre la France, puissance mandataire au Liban, et la Grande-Bretagne, puissance mandataire en Palestine, le 7 mars 1923. 
Avant la mise en place des mandats au Liban et en Palestine en 1920, la région se trouvait dans l'Empire ottoman. Il n'y avait pas de frontières au sein de cet Empire, mais des divisions administratives (vilayet ou provinces, divisées en districts ou sandjaks). Les habitants circulaient librement dans des territoires situés pour la plupart dans la vilayet de Beyrouth ainsi que dans la moutassarifat du Mont-Liban et la moutassarifat de Jérusalem.  Du fait des liens familiaux et sociaux qui les unissaient, la frontière tracée entre le Liban et la Palestine en 1923 a gardé une certaine porosité.   
Après la fondation d'Israël en 1948 et le conflit israélo-arabe, la frontière entre Israël et le Liban est devenue une frontière fermée.
La frontière tracée en 1923 par les Français et Britanniques est celle suivie par l'État d'Israël au moment de sa création en 1948. Elle est confirmée par la ligne d'armistice de 1949 (à la suite de la guerre israélo-arabe). Elle a été violée de fait lors des interventions de l'armée israélienne au Liban en 1978, en 1982, en 2006. Elle a été suivie par l'ONU au moment du tracé de la ligne bleue en 2000 qui vise à s'assurer du retrait effectif des forces israéliennes après 18 ans d'occupation militaire du Sud Liban. Treize points de la frontière terrestre demeurent contestés par le Liban (en 2018).

## Accord Paulet-Newcombe de 1923

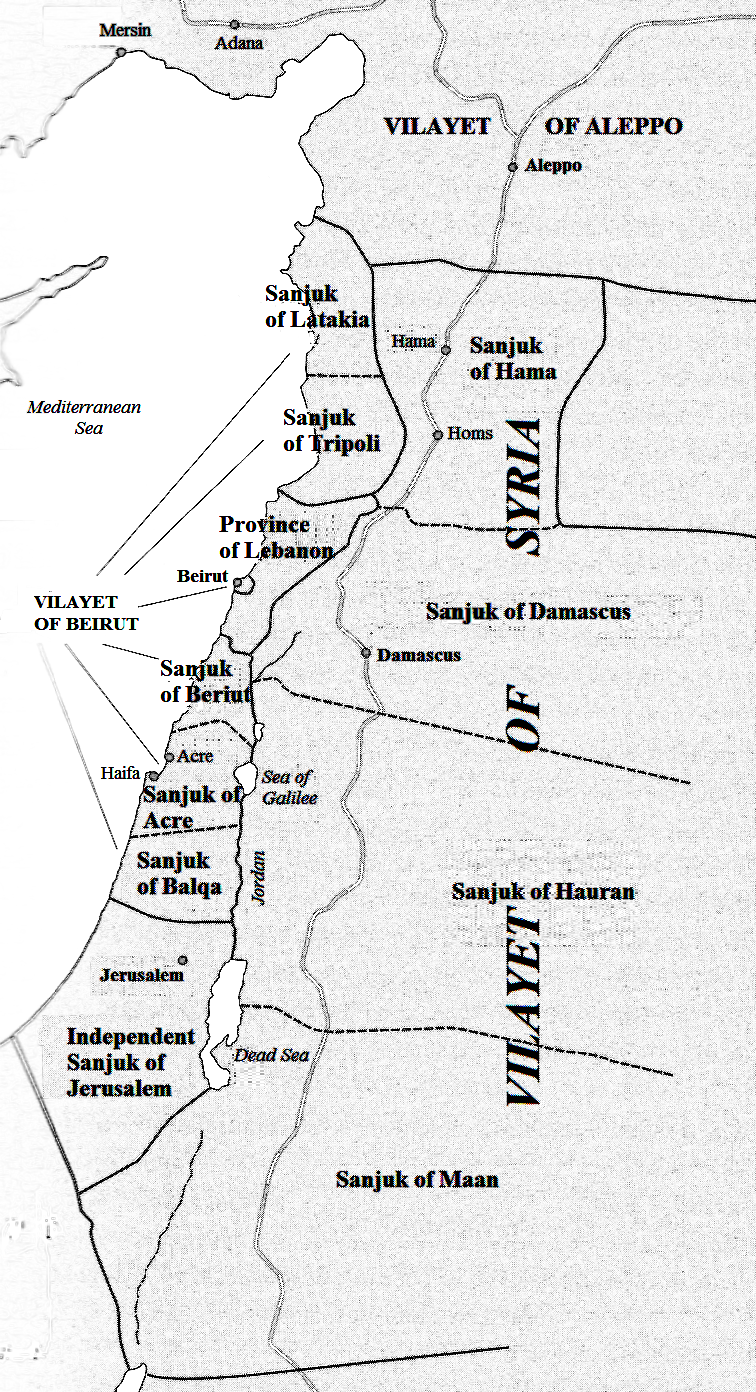
Carte des provinces ou vilayet ottomanes vers 1914.

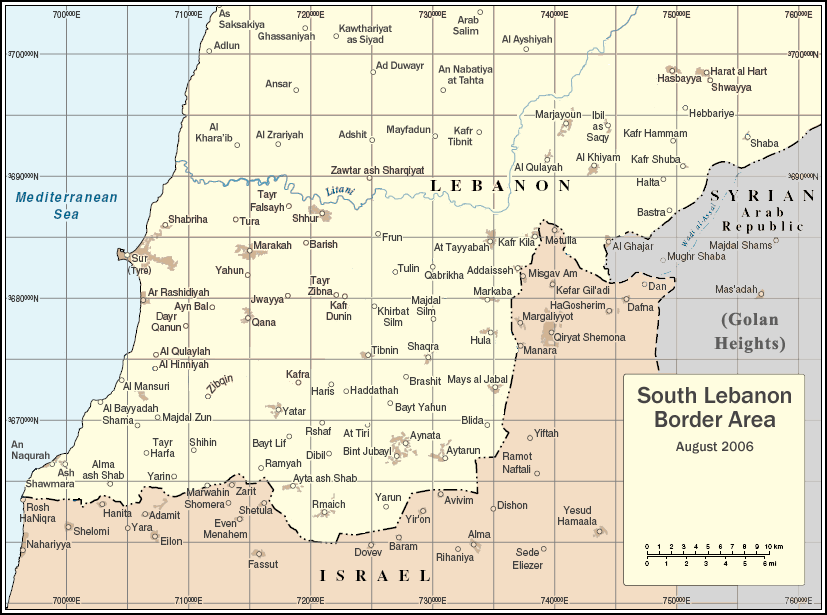
Carte des Nations unies du Liban du Sud (août 2006). La frontière suit la ligne Paulet-Newcombe de 1923.

L'accord franco-britannique Paulet-Newcombe trace une frontière entre le Liban et la Palestine. 71 "signaux" ou points-frontière ont été fixés à cette époque par une commission franco-britannique chargée de la définition de cette limite. 
La frontière a été placée au niveau du village de Ras Naqoura sur la côte méditerranéenne, village qui a pris le nom en Israël de Rosh HaNikra. Elle s'étend à l'ouest pour arriver près de village de Ghajar, un tripoint (un point géographique de jonction entre trois pays ; ici il s'agit du Liban, de la Syrie et d'Israël).
De 1923 à la guerre israélo-arabe en 1948, la frontière entre le Liban et la Palestine demeure dans les faits une frontière «fluide», poreuse, conformément au mode de circulation habituel dans l'Empire ottoman. «Jusqu'en 1949, les zones frontalières du sud du Liban, divisées par l'accord Paulet-Newcombe, ont été décrites comme des zones dynamiques d'interaction et d'échange continus entre le Liban et la Palestine mandataire, échanges liés aux relations de parenté, à des objectifs économiques ou sociaux». 
Depuis la guerre israélo-arabe de 1948-1949, jusqu'à l'époque actuelle, la frontière s'est fermée du fait de l'état de belligérance entre Israël et le Liban. Cette situation «affecte dans une large mesure les habitants des zones frontalières et déracine les Palestiniens qui ont fui leur patrie», selon la chercheuse Amreesha Jagarnathsingh.

## Confirmation de la frontière en 1947 et en 1949
La limite territoriale Sud de la République libanaise est " de jure " (de droit) la frontière du Grand Liban fixée par l'accord Paulet-Newcombe, depuis la fondation de cette République au moment de l'accès du Liban à l'indépendance, en novembre 1943.
Le tracé de la ligne Paulet-Newcombe a été confirmé au moment du plan de partage de la Palestine proposé le 29 novembre  1947 par l'assemblée générale des Nations unies.
Israël a cependant conquis et ensuite annexé, en juin 1948, lors de la première guerre israélo-arabe de 1948/1949, la Galilée, limitrophe du Liban. Or la Galilée devait  faire partie du futur État arabe destiné à être créé sur l'ancienne zone de la Palestine sous mandat britannique, selon la proposition de partage de la Palestine de l'Assemblée Générale des Nations unies du 29 novembre 1947 (résolution 181). Ainsi le Liban qui aurait dû être un pays frontalier de la Palestine selon le plan de partage de 1947, s'est trouvé pays frontalier d'Israël.
Un accord d'armistice fut signé le 23 mars 1949 entre le Liban et Israël. La ligne d'armistice est celle de la limite de la frontière sud du Liban fixée en 1922-1923 par la commission franco-britannique Paulet-Newcombe chargée du tracé de la frontière entre la Palestine mandataire et le Liban. A l'occasion du tracé de cette ligne d'armistice, l'armée israélienne récemment créée le 26 mai 1948, évacue 13 villages du territoire libanais, occupés au cours du conflit.

## Interventions militaires de l'armée israélienne au Liban en 1978 et 1982 et occupation du Sud Liban entre 1982 et 2000
Selon l'analyse de la politologue Elizabeth Picard, le Liban, «société ouverte, État faible, devient le dernier champ de bataille israélo-arabe », après l'Égypte et la Jordanie. L'afflux de réfugiés palestiniens fuyant l'État d'Israël lors de sa création en 1948 a été facteur de déstabilisation majeur pour le Liban. Le problème s'accentue à la suite de la guerre des Six Jours en 1967, qui conduit à une occupation israélienne de la  Cisjordanie et de Gaza : les combattants armées de l'Organisation de Libération de la Palestine (OLP) veulent poursuivre leur lutte à partir du Liban. Le conflit israélo-palestinien se déplace alors vers le Liban-Sud, et finit par embraser le Liban tout entier en 1975. L'antagonisme entre les Palestiniens d'une part, et les Libanais surtout chrétiens d'autre part, constitue une des dimensions essentielles de la guerre du Liban selon Samir Kassir : la présence palestinienne est en fait un catalyseur qui accentue les dissensions au sein du système politique libanais.
L'intervention militaire israélienne au Liban en 1978 (Opération Litani) et l'invasion israélienne de 1982 s'inscrivent dans ce contexte, de même que l'occupation du Sud Liban par des supplétifs libanais de l'armée israélienne (Armée du Liban Sud) dès 1982. Par ailleurs, les violations de l'espace aérien libanais par l'aviation israélienne sont constantes.
Après le départ des milices palestiniennes du Liban en 1982, des combattants poursuivent la lutte contre Israël, notamment des membres du Mouvement Amal, mouvement chiite qui prenait la défense des populations du Sud Liban attaquées par Israël ; des membres du parti communiste libanais, animé par des considérations anti-impérialistes ; et des membres du Hezbollah. L'armée israélienne en butte à une guérilla dans la "zone de sécurité" qu'elle a voulu instaurer doit se retirer unilatéralement en 2000, après 18 ans d'occupation du Sud Liban.

## Ligne bleue en 2000

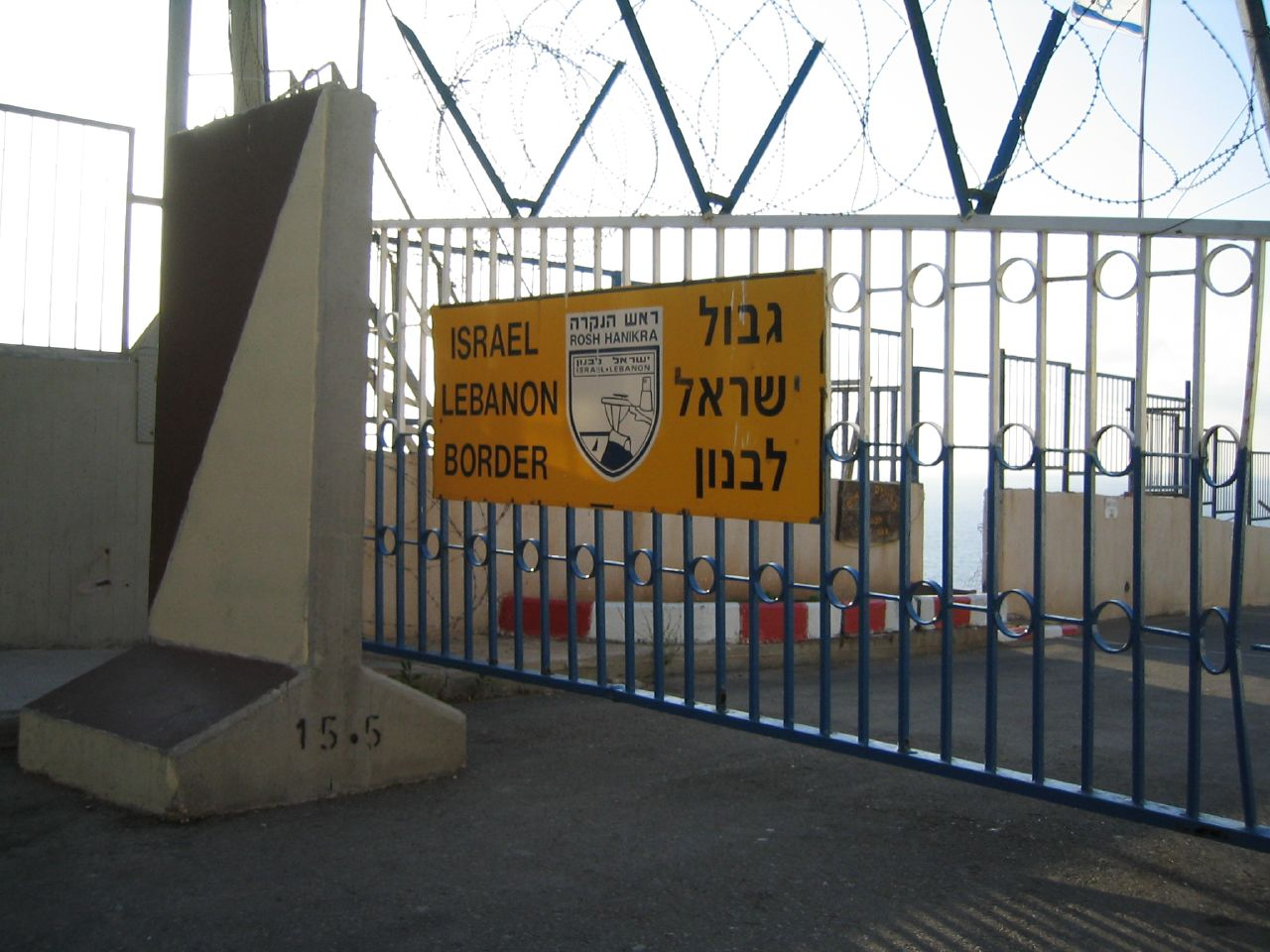
La frontière près de Rosh Hanikra, côté israëlien, en 2005.

Au lendemain du départ de l'armée israélienne et de ses supplétifs du Sud Liban, région occupée par Israël de 1982 à 2000, l'ONU a procédé au tracé d'une « ligne bleue », ainsi nommée en référence aux couleurs des casques de la Force intérimaire des Nations unies pour le Liban-Sud (Finul) qui ont pour mission de s'assurer du retrait des forces israéliennes de la bande frontalière. Les Nations unies se sont fondées sur l'accord Paulet-Newcombe de 1923 pour délimiter la ligne bleue, autrement dit, la ligne au-delà de laquelle les forces israéliennes doivent se retirer.
Le Liban n'a jamais reconnu l'existence de l'État d'Israël, depuis la proclamation de cet État le 14 mai 1948 par David Ben Gourion. Le gouvernement libanais n'a donc jamais signé d'accord  de frontière avec un État qu'il ne connaît pas.

## Intervention militaire israélienne au Liban en 2006
À la suite d'une attaque du Hezbollah contre une patrouille de l'armée israélienne à la frontière israélo-libanaise et de tirs de roquettes, attaque qui a abouti à la mort de huit soldats israéliens et à l'enlèvement de deux autres dans le but de les échanger contre des prisonniers en Israël, l'armée israélienne bombarde le Liban et envahit le sud du pays. Après un mois de combats intenses, la résolution 1701 du Conseil de Sécurité des Nations unies a été approuvée à l'unanimité pour résoudre le conflit, et acceptée par les combattants des deux côtés. La résolution exige entre autres la cessation totale des hostilités, le retrait des forces israéliennes, le désarmement du Hezbollah, le déploiement de soldats libanais et de la FINUL et l'établissement d'un contrôle total par le gouvernement libanais.
Selon le chercheur Daniel Meier, «le processus de frontiérisation (ou d'établissement de la frontière) entrepris par la FINUL au Sud Liban apparaît depuis 2006 susceptible de constituer une alternative au « mode confrontationnel » promu par le Hezbollah».

## Violations de l'espace aérien libanais par l'aviation israélienne
Les violations de l'espace aérien libanais par Israël sont explicitement interdites par la résolution 1701 du Conseil de sécurité de l'ONU, qui a mis fin au conflit israélo-libanais de 2006, mais elles se sont poursuivies en toute impunité, malgré les demandes de l'ONU d'y mettre un terme,.
L'organisation AirPressure.info comptabilise plus de 22 000 violations de l'espace aérien libanais par des avions militaires israéliens entre 2007 et 2022. Israël allègue la nécessité d'assurer sa sécurité et de contrer les actions du Hezbollah. AirPressure.info produit des recherches sur les effets du bruit des avions sur la santé des populations : les vrombissements entraînent de l'anxiété, de l’hypertension, une diminution de la circulation sanguine, des douleurs psychosomatiques. La durée moyenne d'une incursion aérienne israélienne est de 4h35. La plupart des régions libanaises sont concernées par ces boucles bruyantes dans le ciel ; le Liban sud arrive au premier rang, suivi par Beyrouth, et le nord en particulier la zone de la frontière syrienne. Il est difficile de mesurer les conséquences psychologiques sur les civils de la présence menaçante pendant des décennies d'avions militaires étrangers volant à basse altitude au-dessus des habitations.
243 lettres ont été adressées par le Liban au Conseil de sécurité de l'ONU, souvent fondées sur des données collectées par la force intérimaire de l'ONU au Liban.

## Consensus israélo-libanais et points contestés
À la suite de nombreuses années de négociation en présence de la Finul, les Israéliens et les Libanais sont tombés d'accord sur 75 % de la frontière entre le Liban et Israël (en 2018). les Casques bleus ont marqué sur le terrain le dessin exact de la frontière au moyen de bornes bleues.
Treize points demeurent contestés par le Liban. Israël pour sa part considère que la ligne bleue coïncide avec la frontière entre les deux pays.
Ces treize points n'incluent pas les frontières maritimes.

## Fermes de Chebaa
Les fermes de Chebaa, situées sur le Golan, sont réclamées par le Liban depuis l'an 2000 en accord avec la Syrie. L'État d'Israël a annexé officiellement le Golan en 1981, après la conquête lors de la guerre des Six Jours en 1967, de ce territoire qui est syrien depuis l'indépendance de la Syrie en 1945. Cette annexion n'est pas reconnue par les pays composant l'ONU. 

## Ghajar
Une partie du village syrien de Ghajar, situé sur le Golan à la frontière libano-syrienne, s'est progressivement étendue sur le territoire libanais et a été occupée par l'armée israélienne, qui s'en est retirée en 2000 comme du reste du Liban Sud. Toutefois après le conflit israélo-libanais de 2006, l'armée israélienne n'a pas mis à exécution la décision d'évacuer la partie libanaise de Ghajar.

## Frontière maritime

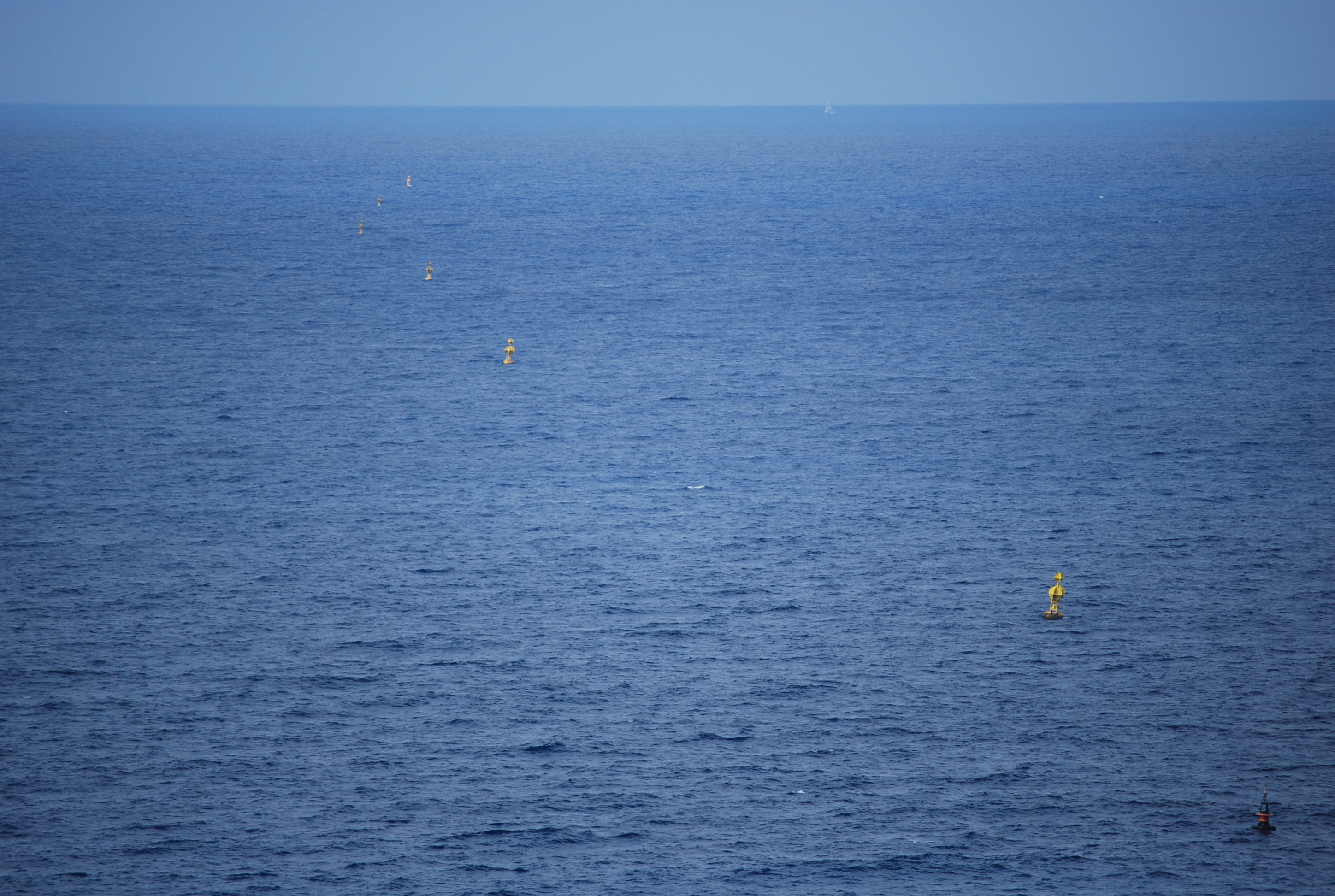
Marquage de la frontière maritime au large de Rosh Hanikra en 2008.

D'importants gisements naturels de gaz situés dans l'est de la Méditerranée suscitent un Différend frontalier maritime israélo-libanais. Il porte sur la délimitation de leur zone économique exclusive (ZEE), c'est-à-dire l'espace maritime dont ils peuvent exploiter les ressources naturelles. En effet, la présence potentielle d'importants gisements d'hydrocarbures dans le bassin levantin de la Méditerranée a été découverte en 2011.
En octobre 2022, les deux pays s'accordent pour définir une frontière maritime nette et une répartition des gisements off-shore qui parcourent cette frontière.